# Jugendhaus Düsseldorf

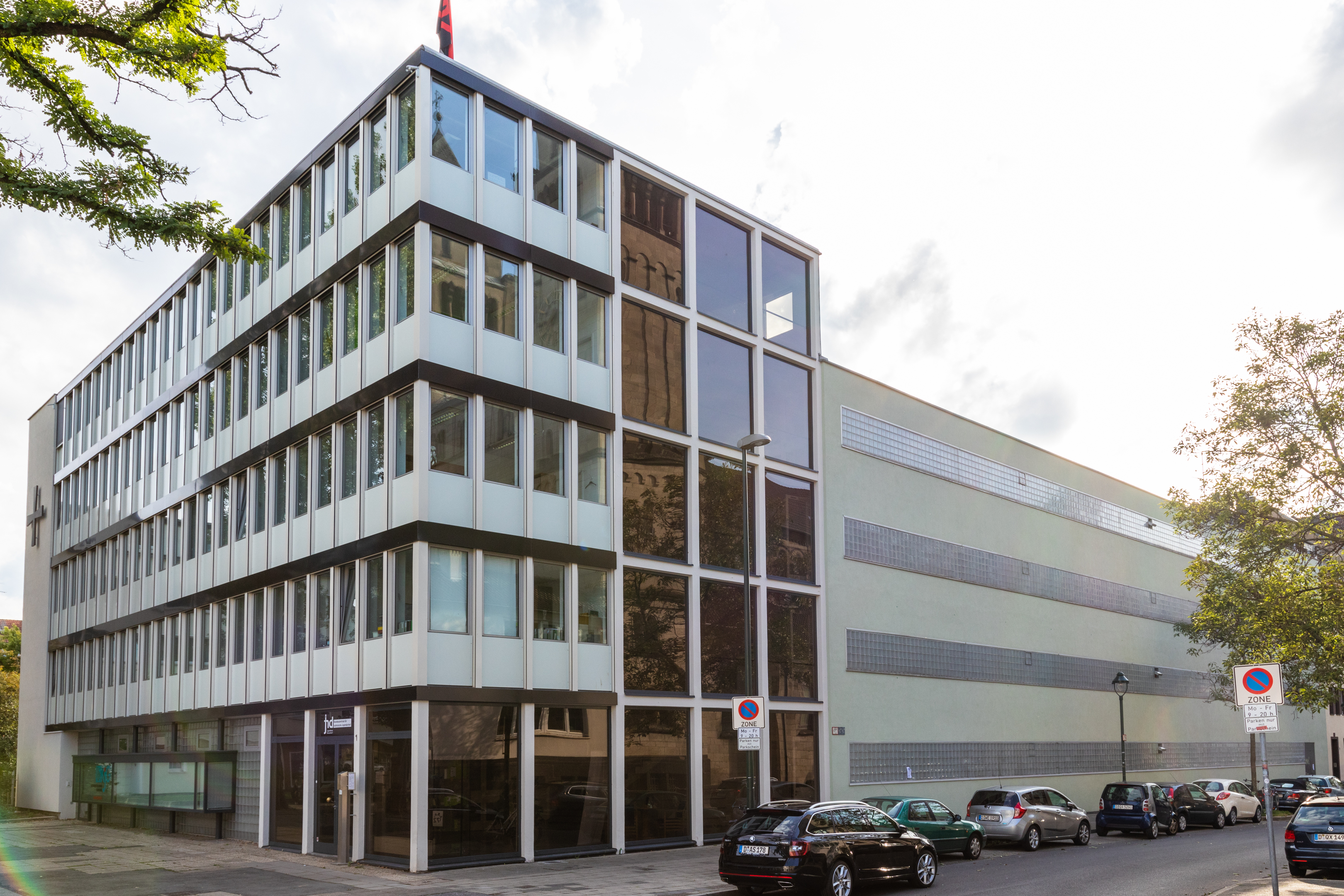
Das heutige denkmalgeschützte Jugendhaus

Das Jugendhaus Düsseldorf (JHD) ist eine Einrichtung der Katholischen Kirche in Düsseldorf, die verschiedene Arbeitsstellen und Verbände der kirchlichen Jugendarbeit beherbergt. Das heute genutzte Gebäude wurde in den Jahren 1952 bis 1954 errichtet und steht unter Denkmalschutz.

## Entstehung und Geschichte bis zum Zweiten Weltkrieg
Im Jahre 1907 wurde Carl Mosterts, bis dahin Kaplan in der Düsseldorfer Pfarrei St. Maximilian, von der Generalversammlung der Katholischen Jünglingsvereinigungen in Mainz zum ersten hauptamtlichen Generalsekretär des 1896 gegründeten Katholischen Jungmännerverbandes (KJMV) gewählt. Am 2. Februar 1908 wurde ein erstes Büro als Verbandszentrale in zwei Räumen der Pfarrei St. Lambertus am Stiftsplatz 10a in Düsseldorf eingeweiht. Die Verbandszentrale übersiedelte 1916 in das Achenbachhaus an der Schadowstraße 54. Nachdem die Zahl der Mitarbeiter von 14 auf 56 gestiegen war, wurde 1921 ein Grundstück mit einer Villa, dem „Mulvany-Haus“ in der Derendorfer Straße 1, erworben, wohin man 1922/1923 umzog. Am 2. Februar 1924 wurde dort die Verbandszentrale unter der Bezeichnung „Jugendhaus Düsseldorf“ eingeweiht.
Das Jugendhaus, in dessen gleichnamigem Verlag verschiedene Zeitschriften und Liederbücher erschienen, wurde am 1. Juli 1933 für sechs Tage und im November 1935 für drei Wochen von der Gestapo besetzt. Mosterts’ Nachfolger Ludwig Wolker und 57 Mitarbeiter des Jugendhauses wurden wegen angeblicher Zusammenarbeit mit den Kommunisten vorübergehend verhaftet. Die Freilassung von Generalpräses Wolker erfolgte am 12. Mai 1936, das Jugendhaus in Düsseldorf war darauf wieder ganz geöffnet, stand aber seitdem unter ständiger Beobachtung.
Am 6. Februar 1939 schloss die Gestapo das Haus endgültig und beschlagnahmte es.

„140 Gestapo-Beamte besetzten das Jugendhaus. (…) Es wurde uns bekundet, daß wir fristlos entlassen seien. Generalpräses wollte noch ein Abschiedswort an seine Mitarbeiter richten, es wurde ihm verwehrt.“

Gleichzeitig wurden sämtliche katholischen Jugendverbände aufgelöst.
Das Gebäude wurde 1944 durch Bomben zerstört. Die Hauptstelle für Jugendseelsorge arbeitete unter Leitung von Ludwig Wolker in Haus Altenberg weiter.

## Verlag Jugendhaus Düsseldorf

### Geschichte
In dem dem Jugendhaus angegliederten Verlag erschienen, angeregt von Ludwig Wolker, Zeitschriften und Liederbücher für die katholische Jugendarbeit: 1928 Das Singeschiff (später Das gelbe Singeschiff genannt), 1934 als Fortsetzung Das Singeschiff. Lieder katholischer Jugend 2. Teil: Das graue Singeschiff, und 1938 Kirchenlied. Eine Auslese geistlicher Lieder für die Jugend.
Mit der Schließung des Jugendhauses wurden auch die Publikationen des Verlags beschlagnahmt. Weitere Auflagen konnten in der Folge dann in dem vorsorglich bereits 1935 als Tochtergesellschaft des katholischen Herder-Verlags gegründeten Christophorus-Verlag in Freiburg erscheinen. Führende Kräfte des Jugendhauses gingen nach dessen Schließung als freie Mitarbeiter zum Christophorus-Verlag, so Georg Thurmair und Adolf Lohmann.

### Zeitschriften im Verlag Jugendhaus Düsseldorf
Im Verlag Jugendhaus Düsseldorf erschienen bis zu ihrem Verbot durch die NS-Diktatur folgende Zeitschriften für Mitglieder und Gruppenleiter katholischer Jugendverbände:
- Der Jugendverein. Ratgeber und Korrespondenzblatt für Vorstände und Mitarbeiter in katholischen Jünglingsvereinigungen. 1 (1909/1910) – 18 (1927). Fortsetzung 19 (1928) – 20 (1929) als Jugendführung. Werkblatt für Jungführer, bis 1937 als Jungführer. Führerzeitschrift und amtliches Mitteilungsblatt des Bundes der Deutschen Katholischen Jugend, 21 (1930) – 28 (1937) im Jugendführungsverlag, Hrsg.: Verband der Katholischen Jugend- und Jungmännervereine Deutschlands.[7]
- Jugendführung. Zeitschrift der Jünglingspädagogik und Jugendpflege. Hrsg.: Generalsekretariat der katholischen Jugendvereinigungen Deutschlands, Schriftleiter: Generalpräses Carl Mosterts. 1 (1914) – 20 (1933).
- Junge Front. Wochenzeitschrift junger Deutscher. (Jugendführungsverlag, 1935, Schriftleitung: Johannes Maaßen; vorher ab 17. Juli 1932: Junge Front. Wochenzeitung ins deutsche Jungvolk, Verlag Junge Front, Schriftleitung: Georg Wagner und Franz Steber); ab dem 7. Juli 1935 unter dem Titel Michael. Wochenschrift junger Deutscher, am 11. Januar 1936 verboten.[8]
- Jungwacht. Zeitschrift für die Jugendabteilungen katholischer Jünglingsvereinigungen. 1 (1919/20) – 16 (1934), Schriftleitung: Generalsekretär J. Mosmann, Heinrich Horstmann SJ (1934).
- Sturmschar. Rundbrief der Sturmschar des Katholischen Jungmännerverbandes Deutschlands. (Neue Folge von: Katholischer Jungmännerverband. Rundbrief der Wanderer.) 1930 – November 1937; ab 1938 unter dem Titel St. Michaelsbrief der Gemeinschaft St. Michael im Katholischen Jungmännerverband. Verantwortlich: Franz Steber.
- Wacht. Monatsschrift der katholischen Jünglinge. Organ katholischer Jugendvereinigungen. Ab Oktober 1906 zunächst für einzelne westdeutsche Diözesen im Verlag der Westdeutschen Arbeiterzeitung in München-Gladbach, ab 1. Oktober 1914 Herausgabe und Verlag beim Generalsekretariat des Zentralverbandes in Düsseldorf, ab 19 (1923/24) Untertitel Zeitschrift der katholischen Jugend- und Jungmännervereine Deutschlands. Letztes Heft: Oktober 1938.

Dass einige dieser Zeitschriften in den ersten Jahren nach der „Machtergreifung“ zunächst weiterhin erscheinen konnten, war nicht zuletzt dem Mut und Geschick Franz Stebers (1904–1983) zu verdanken, der seit 1929 Reichsführer der Sturmschar war, bis er 1937 von der Gestapo verhaftet und im selben Jahr zu fünf Jahren Zuchthaus verurteilt wurde.

### Verlag Haus Altenberg
1946 gründete Ludwig Wolker den „Verlag Haus Altenberg“, der in der Rechtsform einer GmbH (seit 1947) bis heute jugendpädagogische Schriften herausgibt. Der Verlag hatte seinen Sitz zunächst in Altenberg, seit 1954 ist er im Jugendhaus in Düsseldorf angesiedelt.

## Heutiges Gebäude

### Geschichte und Nutzung
Nach dem Zweiten Weltkrieg wurde 1945 eine „Bischöfliche Hauptstelle für Katholische Jugendseelsorge und Jugendorganisation“ mit Sitz zunächst in Haus Altenberg gegründet; „Leiter/Mannesjugend“ wurde Ludwig Wolker, „Leiter/Frauenjugend“ Hermann Klens. Die katholische Jugend sammelte Spenden für die Wiedererrichtung ihres Hauses in Düsseldorf. Das denkmalgeschützte heutige Gebäude am alten Standort in der Derendorfer Straße im Düsseldorfer Stadtteil Pempelfort wurde 1952 bis 1954 nach Entwürfen des Architekten Bernhard Pfau errichtet und am 2. Februar 1954 von Joseph Kardinal Frings eingeweiht. Es hat heute die Adresse Carl-Mosterts-Platz 1.
Seit 1965 wird das Jugendhaus als Dienstleistungszentrale für die kirchliche Jugendarbeit geführt. Genutzt wird es 2011 von der Arbeitsstelle für Jugendseelsorge der Deutschen Bischofskonferenz, vom Bund der Deutschen Katholischen Jugend, dem DJK-Sportverband e. V., von der Aktion West-Ost e. V., der Bundesarbeitsgemeinschaft Katholisches Jugendreisen (BAG), dem Verlag Haus Altenberg GmbH und den JHDVersicherungen.

### Beschreibung und kunstgeschichtliche Bedeutung
Das Eckgebäude hat eine fünfgeschossige Hauptfassade, die vollständig verglast ist. Im Westen befindet sich ein eingeschossiger Flügel, an den sich eine Kapelle anschließt.
Das Gebäude gilt als stadtgeschichtlich bedeutsam.

„Mit seiner Originalität im Innenraum ist es ein wichtiges Zeugnis für die Verwaltungsbauten von Bernhard Pfau. Das Objekt ist bedeutend für die Stadtgeschichte als Zentrale der ‚Deutschen Katholischen Jugend‘.“